# Imanol Rojo
Pour les articles homonymes, voir Rojo.
Imanol Rojo García, né le 3 novembre 1990 à Tolosa, est un fondeur espagnol.

## Biographie
Il commence à skier à l'âge de cinq ans en compagnie de son frère aîné, puis fait ses débuts en compétition à onze ans avec le club Alpino Uzturre Elkartea et est recruté par l'équipe nationale en 2005.
Rojo connaît sa première expérience internationale au Festival olympique de la jeunesse européenne en 2007 à Jaca. Ensuite, il prend part notamment aux Championnats du monde junior en 2009 et 2010.
Il fait ses débuts en Coupe du monde en novembre 2012 à Gällivare. C'est lors de la saison 2019-2020, qu'il enregistre ses premiers résultats dans les points (top 30), commençant par une trentième place au skiathlon de Lillehammer. Son meilleur résultat sur une course est 18e au dix kilomètres libre à Val di Fiemme lors du Tour de ski. Peu avant cela, il a remporté sa première manche dans la Coupe OPA à Formazza.
Aux Jeux olympiques d'hiver de 2014, à Sotchi, il termine 49e du skiathlon, 60e du sprint, 50e du quinze kilomètres classique et 33e du cinquante kilomètres libre. Quatre ans plus tard, lors des Jeux olympiques de Pyeongchang, il est présent sur quatre épreuves, dont le cinquante kilomètres classique, où il finit 33e également. En 2022 à Pékin, il participe aux 15 kilomètres, au skiathlon et aux 50 kilomètres. Sa 21e place au skiathlon ainsi qu'au 50 kilomètres constitue son meilleur résultat en individuel aux Jeux olympiques,.
Il compte cinq participations aux Championnats du monde en 2013, 2015, 2017, 2019 et 2021. C'est lors de l'édition 2021 à Oberstdorf qu'il réalise ses meilleurs résultats, avec une 19e place sur le skiathlon et une 18e place sur le cinquante kilomètres.
En 2016, il remporte le Championnat d'Europe de ski de marathon à Marxa Beret.
Installé à Vielha depuis 2015, il s'entraîne avec l'équipe nationale d'Andorre depuis 2016.

## Palmarès

### Jeux olympiques
| Épreuve / Édition   | Sprint                           | Sprint                           | 15 km                            | 15 km                            | Skiathlon 2 × 15 km | 50 km | Relais | Relais    |
| Épreuve / Édition   | libre                            | classique                        | libre                            | classique                        | Skiathlon 2 × 15 km | 50 km | Sprint | 4 × 10 km |
| JO 2014 Sotchi      | 60e                              | Épreuve inexistante à cette date | Épreuve inexistante à cette date | 50e                              | 49e                 | 33e   | —      | —         |
| JO 2018 Pyeongchang | Épreuve inexistante à cette date | —                                | 58e                              | Épreuve inexistante à cette date | 46e                 | 33e   | 17e    | —         |
| JO 2022 Pékin       | —                                | Épreuve inexistante à cette date | Épreuve inexistante à cette date | 39e                              | 21e                 | 21e   | —      | —         |

Légende :
- : pas d'épreuve
- — : non disputée par Imanol Rojo

### Championnats du monde
| Épreuve / Édition           | Sprint                           | Sprint                           | 15 km                            | 15 km                            | Poursuite / Skiathlon 2 × 15 km | 50 km   | Relais | Relais    |
| Épreuve / Édition           | libre                            | classique                        | libre                            | classique                        | Poursuite / Skiathlon 2 × 15 km | 50 km   | Sprint | 4 × 10 km |
| Mondiaux 2013 val di Fiemme | Épreuve inexistante à cette date | —                                | 81e                              | Épreuve inexistante à cette date | 66e                             | -       | —      | —         |
| Mondiaux 2015 Falun         | Épreuve inexistante à cette date | —                                | 64e                              | Épreuve inexistante à cette date | 53e                             | Abandon | —      | —         |
| Mondiaux 2017 Lahti         | 72e                              | Épreuve inexistante à cette date | Épreuve inexistante à cette date | -                                | 51e                             | Abandon | —      | —         |
| Mondiaux 2019 Seefeld       | —                                | Épreuve inexistante à cette date | Épreuve inexistante à cette date | 48e                              | 39e                             | 40e     | -      | -         |
| Mondiaux 2021 Oberstdorf    | Épreuve inexistante à cette date | —                                | 33e                              | Épreuve inexistante à cette date | 19e                             | 18e     | —      | —         |

Légende :
- : pas d'épreuve
- — : non disputée par Imanol Rojo

### Coupe du monde
- Meilleur classement général : 86e en 2021.
- Meilleur résultat individuel : 18e.

#### Classements par saison
| Saison    | Classement général final | Classement distance | Classement sprint |
| 2019-2020 | 107e                     | 82e                 |                   |
| 2020-2021 | 86e                      | 64e                 |                   |

### Coupe OPA
- 1 victoire.